# Baby Come Home
Baby Come Home è un brano del gruppo musicale statunitense Scissor Sisters, pubblicato il 20 luglio 2012 come terzo singolo dal loro quarto album in studio Magic Hour. I Scissor Sisters hanno collaborato con Calvin Harris e Alex Ridha.

## Tracce
1. Baby Come Home – 3:00
2. Baby Come Home (Darq E Freaker Remix) – 4:40
3. Baby Come Home (Darq E Freaker - strumentale) – 4:39
4. Baby Come Home (M Factor Remix) – 7:01

## Classifiche
| Classifica (2012)         | Posizione massima |
| ------------------------- | ----------------- |
| Belgio (Ultratip Fiandre) | 18                |